# Walter R 1-203
Das Walter R 1-203 war ein Flüssigkeitsraketentriebwerk des deutschen Erfinders Hellmuth Walter.
Entwickelt wurde es 1938 als Versuchstriebwerk. Es basiert auf dem „kalten“ Walter-Antrieb. Demzufolge fand keine Verbrennung in der Brennkammer statt, sondern die beiden Treibstoff-Komponenten zersetzten sich bei etwa 700 Grad. Als Treibstoff wurden T-Stoff (Wasserstoffperoxyd) und Z-Stoff verwendet. Das Triebwerk konnte über Turbopumpen stufenlos geregelt werden. Die Pumpen wurden durch chemischen Dampf aus T-Stoff und Z-Stoff (Calciumpermanganat) angetrieben. Der Maximalschub von 300 Kilopond (4,9 kN) wurde über 60 Sekunden aufrechterhalten. Anwendung fand das Versuchstriebwerk als Antrieb der Heinkel He 176, dem ersten funktionsfähigen Raketenflugzeug der Welt. Später kam ein ähnliches Triebwerk bei der DFS 194 zum Einsatz.
Dieses Triebwerk bildete die Ausgangsbasis für weitere Raketenantriebe, vor allem das Walter RII-203 der Messerschmitt Me 163A und das Walter HWK 109-509 der Me 163B und der Bachem Ba 349 „Natter“.